# Tibia
Tibia este osul cel mai mare și mai puternic dintre oasele gambei, celălalt fiind fibula. Tibia conectează femurul cu oasele piciorului. Este găsită lângă fibulă, în partea mediană și anterioară a gambei. Ea este legată de fibulă printr-o membrană interosoasă, formând o articulație cu un grad redus de mobilitate numită sindesmoză. Tibia este numită după flautul grec Aulos, flaut numit și tibia. Este recunoscută și ca osul cu cea mai mare rezistență la greutate din corpul uman.
Tibia este un os lung, pereche. Are o diafiză sau corp și două epifize. Diafiza, prismatic triunghiulară, prezintă 3 fețe: medială (se poate palpa sub piele), laterală și posterioară, care are o linie oblică numită linia solearului. De asemenea, tibia are 3 margini: anterioară (ascuțită, numită creasta tibiei care se termină în sus cu tuberozitatea tibiei), medială și laterală sau interosoasă. Epifiza superioară este mai voluminoasă, formată din doi condili: medial și lateral. Fața superioară sau platoul tibiei prezintă două suprafețe articulare separate printr-o eminență intercondiliana cu doi tuberculi, unul medial iar celalalt lateral. Suprafețele articulare servesc la articulația cu condilii femurului. Anterior și posterior de eminența intercondiliară se află două suprafețe denumite arii intercondiliare (anterioară si posterioară). Pe partea laterală a circumferinței se găsește o suprafață articulară pentru fibulă. Epifiza inferioară, de formă cuboidală se articulează inferior cu talusul sau astragalul. Lateral prezintă o suprafață articulară pentru fibulă și medial se prelungește cu maleola medială sau tibială.

## Extremitatea superioară (epifiza proximală)
Extremitatea superioară a tibiei, numită și extremitatea proximală, epifiza superioară sau  epifiza proximală a tibiei este o masă osoasă voluminoasă patrulateră, ușor curbată înapoi, lățită sagital și frontal și turtită dinainte înapoi și prin urmare alungită în sens transversal. Fiind curbată înapoi ea atârnă posterior ca o consolă peste corpul tibiei.
Ea este formată din doi condili tibiali proeminenți, curbați înapoi: condilul medial (Condylus medialis tibiae) și condilul lateral (Condylus lateralis tibiae),  despărțiți printr-un spațiu care separă fețele lor superioare, articulare. Fețele superioare ale condililor, împreună cu spațiul intercondilian dintre ele, formează platoul tibial. Condilii prezintă o față superioară comună și o margine infraglenoidiană (Margo infraglenoidalis), numită și circumferința infraglenoidiană.
În ansamblu extremitatea superioară a tibiei are aproximativ forma unei piramide patrulatere cu baza superioară și axul mare orientat transversal. Prin urmarea i se descriu 5 fețe: fața superioară (platoul tibial)  care corespunde cu baza piramidei, fața anterioară, fața posterioară, față laterală și fața medială; ultimele 4 fețe sunt situate pe circumferința infraglenoidiană. Pe fața anterioară se află tuberozitatea tibială. Cei doi condili tibiali și tuberozitatea tibiei se pot explora prin palpare la nivelul epifizei superioare.
Destinată să se articuleze cu condilii femurali, extremitatea superioară a tibiei prezintă, în acest scop, pe fața sa superioară, două suprafețe articulare orizontale, ușor concave în centru, cunoscute sub numele de cavități glenoide ale tibiei, care formează fața articulară superioară a tibiei, după terminologia modernă. Lateral ea se articulează cu fibula. Extremitatea superioară a tibiei susține greutatea corporală transmisă membrului inferior prin femur.

### Fața superioară (platoul tibial)
Fața superioară a extremității superioare, numită în clinică platoul tibiei sau platoul tibial prezintă 3 părți: două suprafețe articulare numite cavități glenoide sau suprafețe articulare tibiale superioare (medială și laterală), situate pe fața superioară a condililor tibiali, și un spațiu interarticular, numit spațiul intercondilian, care separă cele două cavități glenoide. Suprafețele articulare, medială și laterală, se articulează cu condilii femurali corespunzători.
Fața superioară este aproximativ orizontală fiind situată într-un plan înclinat oblic înapoi și în jos, în raport cu axul lung al corpului. Unghiul acestei înclinații este de circa 5,6° (interval între 5 și 10 °). De notat că această înclinație (panta tibială) este mai mare decât cea a platoului tibial împreună cu meniscurile sale, panta meniscală este aproximativ perpendiculară pe axul diafizar proximal al tibiei. Înclinația, care este maximă la naștere, se micșorează odată cu vârsta, și este mai pronunțată la persoanele care stau obișnuit pe vine (în poziție ghemuită).

#### Fața articulară superioară (Cavitățile glenoide)
Fața articulară superioară a tibiei (Facies articularis superior tibiae) sau cavitățile glenoide ale a tibiei este o fața articulară aflată pe fața superioară a extremității superioare a tibiei care este alcătuită, la rândul ei, din două fețe articulare, medială și laterală, separate de un spațiul intercondilian; ele corespund periferic cu meniscurile genunchiului, iar central cu condilii femurali, cu care se articulează în articulația genunchiului.
Cele două fețe articulare superioare (medială și laterală) sunt situate pe platoul tibial deasupra condililor tibiali și sunt ușor excavate (concave) în centrul lor, ele au o formă ovalară cu axul mare orientat oblic înainte și lateral. Aceste două fețe articulare sunt orizontale și privesc în sus și sunt acoperite cu cartilaj hialin. Fiecare dintre ele prezintă o margine periferică semicirculară și o margine mediană (sau  o margine axială în raport cu axul osului), care este convexă pentru fața articulară laterală, și aproape rectilinie pentru fața articulară medială. Această margine mediană, la nivelul porțiunii sale mijlocii,  se înalță de-a lungul celor doi tuberculi intercondilieni, mărind în aceeași măsură diametrul transversal al fețelor articulare. Această margine mediană, ridicată în sus, a celor două fețe articulare este înclinată cu 45° pentru fața articulară laterală și aproape verticală pentru fața articulară medială. Marginea mediană a fețelor articulare superioare se prelungesc astfel pe fețele adiacente periferice ale tuberculilor intercondilieni corespunzători prin intermediul unui cartilaj care este în continuitatea cu cel al fețelor articulare superioare și astfel, ele contribuie la formarea tuberculilor intercondilieni.
Fața articulară superioară medială (cavitatea articulară medială, cavitatea glenoidă internă,  cavitatea glenoidă medială sau glena internă) corespunde cu condilul medial al femurului și periferic cu meniscul medial. Ea este ovalară și alungită antero-posterior, îngustă și excavată (concavă) dinainte înapoi și transversal. Axul său mare antero-posterior este ușor înclinat înainte și lateral. Ea este mai lungă, mai îngustă, mai adâncită și mai concavă decât fața articulară superioară laterală. Marginea sa laterală se ridică pe măsură ce ea se apropie de regiunea intercondiliană. În jumătatea sa anterioară ea se inclină în sus cu aproximativ 10°. Periferic, în jurul marginilor sale anterioare, mediale și posterioare, ea este acoperit de meniscul medial; amprenta meniscală, mai lată posterior și mai îngustă antero-medial, este adesea vizibilă pe această față. Meniscul acoperă o mare parte a suprafeței posterioare a acestei fețe, astfel încât, în ansamblu, se formează o suprafață concavă spre condilul femural medial.
Fața articulară superioară laterală (cavitatea articulară laterală, cavitatea glenoidă externă, cavitatea glenoidă laterală sau glena externă) corespunde cu condilul lateral al femurului și periferic cu meniscul lateral. Ea are o formă ovalară rotunjită cu axul mare antero-posterior și este ușor lărgită în sens transversal; ea este ușor concavă transversal și plană (mai ales central) sau ușor convexă antero-posterior (înclinându-se în jos anterior și posterior). Această față este mai rotundă, mai mică și mai puțin alungită, dar ușor mai lărgită, decât cea medială. Marginile sale sunt ascuțite, cu excepția porțiunii postero-laterale, unde marginea sa este rotunjită și netedă: aici tendonul mușchiului popliteu alunecă pe os într-un șanț, aflat pe fața posterioară a condilului lateral. Marginea sa medială ridicată se extinde spre tuberculul intercondilian lateral. Meniscul lateral acoperă periferic această față, în jurul marginilor sale anterioare, laterale și posterioare.

#### Spațiul intercondilian
Spațiul intercondilian (spațiul interglenoidian, zona intercondiliană, suprafața interarticulară) este un spațiu rugos, neregulat, aflat pe platoul tibial (fața superioară a extremității superioare a tibiei) între fața articulară superioară medială și fața articulară superioară laterală a tibiei. El este mai îngust central, unde se află o proeminență, eminența intercondiliană, și se lărgește anterior și posterior pe măsură ce fețele articulare superioare deviază; el formează în ansamblu o suprafață în formă de clepsidră care este îngustată în partea sa mijlocie.
Acest spațiu este subîmpărțit de eminența intercondiliană (Eminentia intercondylaris), în două suprafețe (arii) neregulate și rugoase, una anterioară și alta posterioară, situate în planuri diferite,  numite respectiv aria intercondiliană anterioară (Area inercondylaris anterior tibiae) și aria intercondiliană posterioară (Area inercondylaris posterior tibiae). La nivelul eminenței intercondiliene, marginile fețelor articulare superioare se ridică și formează un tubercul de fiecare parte, tuberculul intercondilian medial (Tuberculum intercondylare mediale) și tuberculul intercondilian lateral (Tuberculum intercondylare laterale).

##### Aria intercondiliană anterioară
Aria intercondiliană anterioară a tibiei sau aria intercondilară anterioară a tibiei (Area inercondylaris anterior tibiae), numită și suprafața prespinală a platoului tibial, este porțiunea anterioară a spațiului intercondilian al platoului tibial și se află anterior de eminența intercondiliană (spina tibiei) și  de tuberculii intercondilieni, între fețele articulare superioare (cavitățile glenoide). Ea are o suprafață neregulată și rugoasă, mai lată anterior, de formă  triunghiulară cu baza anterioară și este situată într-un plan aproape orizontal; ea este mai largă decât aria intercondiliană posterioară.
Aria intercondiliană anterioară prezintă, dinainte înapoi, 4 inserții:
1. membrana sinovială a capsulei articulare a articulației genunchiului se inseră de-a lungul marginii anterioare;
2. frâul cornului anterior al meniscului medial (numit și ligamentul meniscal antero-medial sau ligamentul anterior al meniscului medial) se inseră pe o adâncitură în colțul anteromedial al ariei intercondiliene anterioare, anterior de fața articulară superioară medială;
3. ligamentului încrucișat anterior al articulației genunchiului (Ligamentum cruciatum anterius) se inseră pe o suprafață netedă, aproape de condilul medial, imediat înaintea tuberculilor intercondilieni, de-a lungul feței articulare superioare mediale (cavitatea glenoidă medială), în spatele ligamentului meniscal antero-medial;
4. frâul cornului anterior al meniscului lateral (numit și ligamentul meniscal antero-lateral sau ligamentul anterior al meniscului lateral) se inseră între ligamentul încrucișat anterior și marginea mediană (axială) a feței articulare superioare laterale (cavitatea glenoidă laterală), aproape de eminența intercondiliană.

##### Aria intercondiliană posterioară
Aria intercondiliană posterioară a tibiei sau aria intercondilară posterioară a tibiei (Area inercondylaris posterior tibiae) numită și surpafața retrospinală a platoului tibial, reprezintă porțiunea posterioară a spațiului intercondilian al platoului tibial situată înapoia eminenței intercondiliene (spina tibiei) și tuberculilor intercondilieni, între fețele articulare superioare (cavitățile glenoide).  Ea are o suprafață oblică, rugoasă, neregulată, de formă triunghiulară cu bază posterioară și este destul de înclinată înapoi și în jos (în spatele cornului posterior al meniscului lateral) către fața posterioară a tibiei. Aria intercondiliană posterioară este mai mică, mai îngustă și mai puțin întinsă decât aria intercondiliană anterioară.
Aria intercondiliană posterioară prezintă, dinainte înapoi, 4 inserții:
1. frâul cornului posterior al meniscului lateral (ligamentul meniscal postero-lateral, ligamentul posterior al meniscului lateral) se inseră lângă condilul lateral, pe versantul posterior al unei creste care  începe de la tuberculul intercondilian medial (spina tibială internă) îndreptându-se spre marginea mediană (axială) a feței articulare superioare laterale (cavitatea glenoidă laterală).
2. frâul cornului posterior al meniscului medial (ligamentul meniscal postero-medial, ligamentul posterior al meniscului medial) se inseră aproape de condilul medial, de-a lungul feței articulare superioare mediale (cavitatea glenoidă medială), pe o depresiune în spatele bazei tuberculului intercondilian medial
3. ligamentul încrucișat posterior al articulației genunchiului (Ligamentum cruciatum posterius) se inseră pe o suprafață netedă în partea posterioară a ariei intercondiliene posterioare; inserția sa se prelungește înapoi spre o creastă pe care se inseră capsula articulară și apoi se extinde pe fața posterioară a extremității superioare a tibiei. În apropierea cornului posterior al meniscului lateral, se desprind două ligamente, ligamentul meniscofemural posterior Wrisberg (Ligamentum meniscofemorale posterius)  și ligamentul meniscofemural anterior Humphry (Ligamentum meniscofemorale anterius); ele se întind de-a lungul ligamentului încrucișat posterior, înaintea și înapoia lui.[18]
4. stratul fibros al capsulei articulare a articulației genunchiului se inseră pe o creastă înapoia ligamentului încrucișat posterior. Inserția stratului fibros al capsulei articulare este nediferențiată de cea a ligamentului încrucișat posterior, care, ca și cea a ligamentului încrucișat anterior, este intra-capsulară dar extra-sinovială. Inserția membranei sinoviale a capsulei articulare înconjoară inserția ligamentelor încrucișate anterior și posterior.